# Pin parental
Se conoce como pin parental o veto parental a una propuesta política en materia educativa que habilitaría a los progenitores o tutores legales de un estudiante a negar su asistencia a actividades complementarias fuera del currículo formal.
Sus promotores lo plantean como una extensión del derecho de los padres a regir la educación de sus hijos. De esta forma, en España el partido VOX lo ha propuesto para vetar actividades relacionadas con cuestiones sobre identidad de género, feminismo o diversidad sexual, mientras que en México se ha propuesto para controlar el acceso a talleres sobre educación sexual.
Sus detractores, por el contrario, sostienen que ese planteamiento sería una interpretación demasiado amplia de ese derecho y que entraría en conflicto con otros como el derecho a la educación y el interés superior del niño, la libertad de cátedra o la educación obligatoria. Además, se señala que no se plantean límites a su ejercicio, como respetar el criterio del propio estudiante o evitar el veto a teorías científicas como la de la evolución o el calentamiento global. Como consecuencia, esta propuesta ha sido calificada como inconstitucional y contraria a la jurisprudencia del Tribunal Europeo de los Derechos Humanos cuando se trata de actividades educativas que redundan en la formación, autonomía e integración social del alumno.

## Origen del término
Procede de la palabra inglesa PIN (Personal Identification Number, número de identificación personal) que es una contraseña que se usa en las tarjetas SIM y otros dispositivos. Desde hace unos años se empezó a usar pin parental para aludir a la contraseña que los padres tienen en los televisores y otros dispositivos para bloquear el acceso a determinados canales de televisión o contenidos a sus hijos. Y posteriormente VOX adaptó la expresión para referirse a la autorización expresa de los padres para que sus hijos participen en determinadas actividades complementarias en los centros escolares.

## España
En España es una propuesta política promovida por el partido político VOX desde 2018 y presentada en múltiples programas electorales. En la Región de Murcia la medida fue implantada por el gobierno del Partido Popular en septiembre de 2019 como parte de un acuerdo presupuestario, y si bien fue suspendida cautelarmente por los tribunales a petición del Gobierno de España, estos nunca se pronunciaron sobre ella al decaer con el fin de curso académico.
Tras las elecciones a la Asamblea Regional de Murcia en 2023 en que el candidato del PP necesitaba los votos de Vox para la investidura, se llegó a un pacto entre ambos partidos que, entre otros objetivos, consagra el veto parental en las escuelas.

## México
En México, el diputado Juan Carlos Leal Segovia propuso incluir esta política en la reforma de la Ley de Educación del estado de Nuevo León de 2020.